# Musso (cognome)
Musso è un cognome di lingua italiana.

## Varianti
Il cognome non presenta varianti.

## Origine e diffusione
Cognome tipicamente panitaliano, è presente prevalentemente in Italia meridionale.
Potrebbe derivare da un toponimo o, al Sud, fare riferimento al viso inteso come muso; alternativamente potrebbe essere una variante di Muzzi.

## Persone
- Carlo Bartolomeo Musso (1863-1935) – scultore e decoratore italiano
- Cornelio Musso (1511-1574) – vescovo cattolico e teologo italiano
- Emilio Musso (1890-1973) – scultore italiano